# GM Daewoo
GM Korea Company hay GM Korea, GM Daewoo (tiếng Hàn Quốc: 한국지엠주식회사) là công ty con tại Hàn Quốc của tập đoàn đa quốc gia Mỹ General Motors, và là nhà sản xuất ô tô lớn thứ ba tại Hàn Quốc, trụ sở chính đặt ở Bupyeong, thành phố Incheon. Nguồn gốc của GM Korea bắt nguồn từ thương hiệu xe Daewoo Motors trước đây, được tách ra từ công ty mẹ Daewoo vào năm 2002. Ngoài việc nhập khẩu xe để bán vào Hàn Quốc, công ty còn vận hành ba cơ sở sản xuất xe cho thị trường trong nước và xuất khẩu.

## Lịch sử

### Tiền thân
Nguồn gốc của GM Korea bắt nguồn từ tàn dư của Chiến tranh Triều Tiên và Shinjin Motors, công ty khởi nghiệp bằng cách tái thiết các phương tiện quân sự của Hoa Kỳ bị loại bỏ. Shinjin Motor ban đầu được thành lập với tên gọi National Motor vào năm 1937 tại Bupyeong-gu, Incheon, Japanese Korea. Sau khi đổi tên thành Saenara Motor vào năm 1962, Saenara Motor đã được Shinjin Industrial mua lại vào năm 1965, công ty này đã đổi tên thành Shinjin Motor sau khi thiết lập quan hệ đối tác với Toyota. Sau khi Toyota rút lui vào năm 1972 (để tiếp tục kinh doanh với Trung Quốc, quốc gia không giao dịch với các công ty có hoạt động ở Hàn Quốc hoặc Đài Loan), Shinjin Motor đã đổi tên thành GM Korea (GMK) vào năm 1972 với việc General Motors mua 50% cổ phần của công ty từ Toyota vào năm 1972; tuy nhiên GMK đã được đổi tên một lần nữa vào năm 1976 thành Saehan Motors.
Korea Development Bank (KDB), chủ nợ của công ty, đã tiếp quản công tác quản lý vào năm 1976 khi công ty thấy mình không thể đối phó với sự cạnh tranh từ Hyundai và Kia. Sau khi Daewoo giành được quyền kiểm soát vào năm 1982, tên công ty đã được đổi một lần nữa thành Daewoo Motor. Vào đầu những năm 1990, công ty bắt đầu mở rộng mạnh mẽ trên toàn thế giới. Cho đến năm 1996, tất cả các xe Daewoo đều dựa trên các mẫu xe do GM thiết kế. Sau khi cuộc khủng hoảng tài chính châu Á năm 1997 lan đến Hàn Quốc, Daewoo đã tiếp quản nhà sản xuất SUV đang gặp khó khăn SsangYong vào năm 1998, nhưng gặp khó khăn về tài chính và buộc phải bán công ty vào năm 2001 cho SAIC, công ty liên kết của GM.

### Sự hình thành của GM Daewoo
Năm 2001, General Motors đã mua hầu hết tài sản của Daewoo Motor để thành lập "GM Daewoo Auto & Technology". Công ty mới bắt đầu hoạt động vào ngày 17 tháng 10 năm 2002, với GM và các đối tác Suzuki và SAIC nắm giữ 66,7% cổ phần với khoản đầu tư 400 triệu đô la Mỹ. Công ty con của GM tại Úc, Holden, nắm giữ một ghế trong hội đồng quản trị và chịu trách nhiệm pháp lý đối với GM Daewoo, đã mua lại cổ phần của GM. Cổ phần còn lại là 33,3% do Korea Development Bank và một số chủ nợ Hàn Quốc khác nắm giữ với khoản đầu tư 197 triệu đô la Mỹ. Thỏa thuận này không bao gồm 15 nhà máy, bao gồm nhà máy lâu đời nhất của Daewoo tại Bupyeong-gu hiện đang hoạt động dưới tên gọi Incheon Motor Company với tư cách là nhà cung ứng cho GM Daewoo.Năm 2004, Tata Motors đã mua Daewoo Commercial Vehicle, công ty đã tách ra từ Daewoo Motor Co. phá sản vào năm 2002. Tháng 2 năm 2005, GM đã đầu tư 49 triệu đô la Mỹ để nâng cổ phần của mình trong công ty lên 48,2%. Năm 2010, General Motors sở hữu 82,9%, SAIC sở hữu 9,9% và Daewoo Motor Creditors Committee sở hữu 7.2%.
Ngày 25 tháng 11 năm 2003, trung tâm thiết kế đã được chuyển đến tòa nhà hai tầng mới tại trụ sở Bupyeong-gu. Chiếc xe đầu tiên được sản xuất dưới nhãn hiệu GM Daewoo là Daewoo Lacetti 2002, thay thế cho Nubira. Chiếc xe này được phát triển tại Hàn Quốc trong thời Daewoo Motor, nhưng dần dần trở thành một chiếc xe toàn cầu của GM, được bán dưới nhiều nhãn hiệu khác nhau trên toàn cầu. Sau một vài năm không có xe mới nào để giới thiệu, vào năm 2005, GM Daewoo đã giới thiệu chiếc xe hạng sang Statesman dựa trên Holden thay thế cho Daewoo Chairman đã ngừng sản xuất. Thế hệ thứ ba của Matiz đã được giới thiệu, được làm mới bởi nhóm thiết kế GM Daewoo và một sự phát triển của Kalos bốn cửa đã xuất hiện: Gentra.
Vào đầu năm 2006, GM Daewoo đã giới thiệu Tosca, mẫu xe thay thế cho Magnus. Thông cáo báo chí chính thức của GM Daewoo cho biết Tosca là từ viết tắt của "Tomorrow Standard Car". Cuối năm đó, GM Daewoo đã giới thiệu Winstorm, mẫu xe thể thao đa dụng (SUV) thực thụ đầu tiên của hãng, giống như Lacetti, được bán trên toàn thế giới dưới nhiều thương hiệu và tên gọi khác nhau, bao gồm Opel Antara, Chevrolet Captiva và Holden Captiva, và trước đó là Saturn Vue trước khi thương hiệu Saturn sụp đổ vào năm 2010. Lần đầu tiên, xe Daewoo có động cơ Diesel đường ray chung, ngoài động cơ xăng bốn và sáu xi-lanh thông thường. Thiết kế động cơ diesel được cấp phép từ nhà sản xuất động cơ Ý VM Motori.
Năm 2007 chứng kiến sự ra mắt của phiên bản xe mui kín Lacetti và Kalos, trở thành Gentra X. Năm 2008, GM Daewoo giới thiệu mẫu xe mui kín đầu tiên mang thương hiệu Hàn Quốc: xe thể thao G2X, một chiếc Pontiac Solstice/Saturn Sky được thiết kế dựa trên nền tảng GM Kappa và bắt đầu bán Opel Antara dưới tên Winstorm MaXX. Mẫu xe chủ lực Statesman cũng được thay thế bằng mẫu Veritas mới hiện dựa trên Holden Caprice V. Năm 2008, GM Korea đã sản xuất hơn 1,9 triệu xe, bao gồm các sản phẩm CKD.
Cuối năm 2008 và đầu năm 2009 là giai đoạn quan trọng đối với GM Daewoo khi giới thiệu mẫu xe Lacetti Premiere hoàn toàn mới, dựa trên mẫu xe Chevrolet Cruze, một mẫu xe nhỏ gọn rất quan trọng đối với các bộ phận của GM trên toàn thế giới. Thế hệ thứ ba mới được đổi tên của Matiz đã được bổ sung vào dòng xe này vào năm 2009 với tên gọi Chevrolet Spark.
Năm 2010 chứng kiến sự ra mắt của Chevrolet Orlando và Alpheon, phiên bản địa phương của Buick LaCrosse.

### Thành lập GM Korea

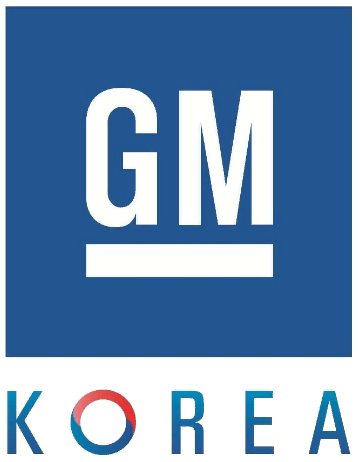
Logo cũ của GM Korea

Vào ngày 20 tháng 1 năm 2011, General Motors thông báo rằng GM Daewoo sẽ được đổi tên thành GM Korea "để phản ánh vị thế ngày càng cao của Daewoo trong hoạt động toàn cầu của GM",có hiệu lực từ tháng 3 năm 2011. Hầu hết các xe Daewoo còn lại đều được đổi tên thành Chevrolet, mặc dù xe tải nhỏ Damas/Labo đã được bán mà không có tên thương hiệu kể từ năm 2011.
Bộ phận xe sang Cadillac của GM đã thâm nhập vào Hàn Quốc vào năm 1996 và với doanh số kỷ lục là 28.000 xe vào năm 2017, Hàn Quốc đã trở thành thị trường lớn thứ năm của Cadillac trên toàn thế giới (sau Trung Quốc, Mỹ, Canada và Trung Đông).
Vào năm 2011, Daewoo Tosca đã được thay thế bằng phiên bản Chevrolet Malibu được sản xuất tại địa phương.
Gần đây hơn, thu nhập hàng năm thấp do mức doanh số thấp hơn đã dẫn đến việc đóng cửa các nhà máy không có lợi nhuận của đơn vị GM Korea.

### GM rút khỏi châu Âu và khủng hoảng
Bắt đầu từ năm 2014, GM đã dừng bán tất cả các xe mang nhãn hiệu Chevrolet tại châu Âu, Ấn Độ, Đông và Nam Phi, phần lớn trong số đó cho đến thời điểm đó vẫn được sản xuất hoàn toàn hoặc một phần bởi GM Korea. Năm 2017, General Motors đã hoàn tất việc rời khỏi thị trường châu Âu bằng cách bán các thương hiệu Opel và Vauxhall cho PSA Group (hiện là một phần của Stellantis). Điều này khiến nhà máy Gunsan của GM Koreaphải đóng cửa do năng suất thấp. Nhà máy lắp ráp xe của GM Việt Nam tại Hà Nội do GM Korea, quản lý đã được bán cho VinFast vào năm 2018.
Năm 2019, GM Korea đã tách đơn vị R&D của mình, GM Technical Center Korea (GMTCK),thành một công ty riêng bất chấp sự phản đối của các công đoàn lo ngại về khả năng sa thải tại các nhà máy. General Motors đã thông báo vào ngày 16 tháng 2 năm 2020 rằng "như một phần của chiến lược thoát khỏi các thị trường không tạo ra lợi nhuận đầu tư thỏa đáng", công ty sẽ rút khỏi tất cả các thị trường xe tay lái bên trái trên toàn thế giới, bao gồm Úc, New Zealand và Thái Lan. Điều này trùng hợp với sự sụp đổ vào năm 2020 của thương hiệu Holden, cho đến nay là nhà phân phối lớn các sản phẩm của GM Korea.
Vào tháng 4 năm 2022, nhà máy Bupyeong 2 GM Korea đã đóng cửa do năng suất giảm. Spark và Malibu sẽ ngừng sản xuất tại thị trường Hàn Quốc vào tháng 8 năm 2022.
Bolt EV và Bolt EUV đã ngừng sản xuất tại thị trường Hàn Quốc vào ngày 1 tháng 12 năm 2023.

## Cơ sở sản xuất
- Bupyeong-gu: lắp ráp xe và sản xuất động cơ xăng/LPG (công suất sản xuất: ước tính 440.000/năm)
- Changwon: lắp ráp xe và sản xuất động cơ xăng/LPG (công suất sản xuất: ước tính 210.000/năm)
- Boryeong: sản xuất linh kiện truyền động và động cơ

### Cơ sở sản xuất trước đây

#### Hàn Quốc
- Gunsan:lắp ráp xe và sản xuất động cơ diesel (công suất sản xuất: ước tính 260.000/năm). Nhà máy đóng cửa vào ngày 31 tháng 5 năm 2018. Sau đó, nhà máy được công ty xe thương mại điện Farizon của Trung Quốc mua lại, hợp tác với Myoung Shin. Công ty có kế hoạch sản xuất xe tải điện CKD cho thị trường Hàn Quốc.[16] Ngày 29 tháng 5, có thông báo rằng công ty sẽ từ bỏ sản xuất xe thành phẩm và chuyển sang kinh doanh phụ tùng ô tô và thiết bị tự động hóa.[17]

Việt nam
- Hà nội: lắp ráp xe GM Việt Nam (công suất sản xuất: ước tính 11.000/năm). Được VinFast mua lại vào năm 2018.[10]

## Dòng xe

### Các mẫu xe sản xuất trong nước hiện tại
- Buick Encore GX (để xuất khẩu)
- Buick Envista (để xuất khẩu)
- Chevrolet Trailblazer
- Chevrolet Trax

### Các mẫu xe nhập khẩu hiện tại

#### Cadillac
- CT5-V Blackwing
- Cadillac Escalade
- Cadillac Lyriq

#### Chevrolet
- Chevrolet Colorado

#### GMC
- GMC Sierra